# C1498
C1498是可作為急性骨髓性白血病模型的小鼠白血病細胞系，具有很少的細胞表面造血標記物，並且是通過分泌可溶性細胞因子抑制着正常小鼠造血的功能。C1498細胞在培養基中表達低水平的細胞程式死亡-配體1 (PD-L1) ，然而在生物體內則顯著上調PD-L1的表達。

## 歷史
1941年，科學家從10個月大且患有白血病的雌性C57BL/6小鼠中分離出C1498細胞，並且將其以靜脈注射的方式注射到同系小鼠的體內，導致其患有急性白血病。C1498細胞自始成為急性白血病的模型，有多份文獻記載着通過靜脈、皮下或腹膜的途徑，將高度增殖的C1498細胞，注射入易受感染的小鼠後，血液、脾臟和淋巴結等造血器官，以及卵巢和腎臟等非造血器官的情況。較早前的研究認為小鼠模型誘導粒細胞性單核細胞性白血病或骨髓單核細胞性白血病。
在2002年，有研究將這種癌症正式描述為鼠類NKT細胞白血病，惟因許多研究都是在1950年代-1970年代進行而缺乏有關細胞及白血病疾病的詳細及更新的公開資料，關於C1498細胞的性質及其在小鼠中誘發的相關白血病，在不同文獻具有差異性。
在2016年，有研究指出注射C1498細胞至小鼠體內後，觀察到的許多白血病特徵與人類急性髓單核細胞白血病相同，入侵的白血病細胞導致成熟的和未成熟的祖細胞及前體骨髓造血細胞減，並且發現C1498細胞以較高的比率存在於外周血。

## 外部連結
- Cellosaurus entry for C1498（页面存档备份，存于）